# Aloeu
Aloeu (en grec antic Ἀλωεύς) va ser, segons la mitologia grega, un fill de Posidó i de Cànace.
Segons Apol·lodor, va fundar la ciutat d'Alos, a Etòlia. Es va casar amb Ifimèdia, filla de Tríopas amb la que va tenir una filla, Pàncratis. La seva dona es va unir amb Posidó, del qual va tenir dos fills, els gegants Otos i Efialtes, uns bessons anomenats Aloïdes pel nom del seu pare adoptiu.
Aloeu es va casar amb Eribea en segones núpcies. Aquesta Eribea va ser la qui va revelar a Hermes on els Aloïdes tenien tancat a Ares, després que aquest hagués mort Adonis.